# Hugh Montefiore
Pour les articles homonymes, voir Montefiore.
Hugh William Sebag-Montefiore (12 mai 1920, Londres - 13 mai 2005, Glasgow), dit Hugh Montefiore, est un théologien et prélat britannique, évêque de Kingston upon Thames, puis évêque de Birmingham.

## Biographie
Montefiore est membre d'une célèbre famille juive. Ses parents sont le lieutenant Charles Edward Sebag-Montefiore (1884-1960) (arrière-arrière-neveu de Moïse Montefiore) et Muriel Alice Ruth de Pass, mariés en 1913 à la synagogue hispano-portugaise de Londres. Ses frères aînés sont Denzil Charles (1914-1996) et le Lt.-Col. Oliver Robert Marne (1915-1993).
Il fait ses études à Rugby School, puis à St John's College Oxford). Il sert comme capitaine dans la Royal Artillery durant la Seconde Guerre mondiale.
En 1945, il épouse Elisabeth Mary MacDonald Paton (1919-1999), fille d'un oecuméniste britannique. Le couple a trois filles : Teresa, Jan et Catherine.
Converti à l'anglicanisme et ordonné prêtre en 1949, il est évêque de Kingston upon Thames de 1970 à 1978, puis évêque de Birmingham de 1977 à 1987.

## Publications
- The Probability of God (1985)
- Christianity and Politics (1990)
- Credible Christianity (1993)
- On Being a Jewish Christian (1998)
- The Paranormal: A Bishop Investigates (2002)

## Sources
- (en) Cet article est partiellement ou en totalité issu de l’article de Wikipédia en anglais intitulé « Hugh Montefiore » (voir la liste des auteurs).